# نیو تالسا (اکلاهما)
نیو تالسا (به انگلیسی: New Tulsa) یک منطقهٔ مسکونی در ایالات متحده آمریکا است که در شهرستان وگنر، اکلاهما واقع شده‌است. نیو تالسا ۲٫۲ کیلومتر مربع مساحت و ۵۶۸ نفر جمعیت دارد و ۲۰۹ متر بالاتر از سطح دریا واقع شده‌است.